# Lars Wingefors
Lars Eric Olof Wingefors, född 2 april 1977 i Göteborg, är en svensk entreprenör och affärsman, främst verksam inom spelbranschen. 

## Biografi
Wingefors är född i Göteborg, men uppvuxen på föräldrargården i värmländska Östra Ämtervik, Sunne kommun. Redan som 13-åring startade Wingefors sitt första företag, där han köpte och sålde Fantomen-tidningar. Intresset för handel ledde honom vidare till tv-spel, och redan under gymnasiet omsatte hans bolag miljonbelopp. Han är mest känd som grundare av datorspelsförläggaren Nordic Games, som senare bytte namn till THQ Nordic  och numera heter Embracer Group. 
Wingefors beskriver sig själv som en man med sinne för affärer, en försiktig inställning till belåning och en förkärlek till människor som står pall. Han är även en passionerad samlare och har genom åren byggt upp omfattande samlingar inom flera områden. Wingefors företag samlas under det privata investeringsbolaget Lars Wingefors AB, med bas i Karlstad, Värmland. Han var även en av drakarna i den tredje säsongen av tv-programmet Draknästet, som sändes 2014 på TV8.
Under 2021 initierade han Embracer Group Archive, som syftar till att bevara spelhistorien genom ett omfattande spelarkiv. Målet är att samla och bevara alla spel som någonsin producerats, och på sikt öppna arkivet för allmänheten. I december 2024 grundade Wingefors flygbolaget Sola Air för att förbättra tillgängligheten till och från Karlstad. Bolaget planerar att starta reguljärflyg i mars 2025 med rutter till Kastrup Köpenhamn och Arlanda Stockholm. I februari 2025 knoppades Asmodee, Embracer Groups brädspelsverksamhet, av till ett separat börsnoterat bolag. Wingefors är styrelseordförande i det bolaget.
Den 1 augusti 2025 lämnade Wingefors posten som vd för Embracer Group och efterträddes av Phil Rogers.

## Utmärkelser
- 2017 - Årets värmlänning[14]
- 2020 - Regeringens exportpris[15] för kulturella och kreativa näringar